# Zécharia Zermati
Pour les articles homonymes, voir Zermati.
Zécharia Zermati (né en 1964 à Alger) est un rabbin, connu en Israël et dans les pays de la diaspora juive comme l'artisan d'un renouveau du judaïsme sépharade propre aux pays maghrébins devenus le Maroc, l'Algérie, et la Tunisie. Il étudia, à Paris et à Jérusalem, sous l'égide notamment du rabbin Léon Ashkenazi. Expert de la Halakha il fut nommé juge décisionnaire (Morei Horaah) du grand-rabbinat de Jérusalem. Il rédige, en hébreu et en français, des volumes de Responsa. Il enseigne les coutumes et la pensée juives sépharades comme professeur dans différentes yechivas. Il dirige à Arnona, au sud de Jérusalem, l'Institut Torat Emet. Il collationne et enregistre depuis vingt ans une cantillation sépharade maghrébine des textes utilisés dans la lecture de la Torah. Il utilise les possibilités technologiques du temps présent, telle la toile (Internet), pour diffuser cette manière traditionnelle nord-africaine de cantiller les textes toraniques.

## Biographie

### Origine
Au temps de Ibn Khaldoun (1332-1406) la famille juive des Zermati s'établit à Tlemcen, en Algérie. Plus tard, à l'époque de Abd el-Kader (1808-1883), une branche de la famille Zermati s'installe à Alger. Zécharia Zermati naît en 1964 dans la branche algéroise de sa famille, qui émigre en France à la suite de la guerre d'Algérie (1954-1962). C'est à Paris que, plus tard, il commence ses études rabbiniques.
Cette lointaine origine l'inspire pour écrire Rabbi Efraïm Enkaoua, le Reb de Tlemsen : nature et sanctification, réédité en 2003 sous le titre Rabbi Efraïm Enkaoua: nature et sanctification : le Reb de Tlemcen. Ce dernier ouvrage contient un piyut cantillé en hébreu. Le rabbin Ephraïm Enkaoua de Tolède (Ephraïm Ibn al-Nakawa 1359-1442) s'exila à Marrakech avant d'aboutir à Tlemcen en fuyant, comme les contemporains de la famille Zermati, la persécution espagnole des juifs qui suivit les émeutes de 1391 à Majorque et en Catalogne.

### Formation et œuvres littéraires

#### D'Alger à Paris
Zécharia Zermati étudie d'abord, en France, sous la férule du rabbin Elie Zerbib et du Rabbin Cohen-Solal, derniers rabbins de la communauté juive algéroise à avoir quitté l'Afrique du Nord pour Paris en 1966-1967. 
L'intérêt du rabbin Zermati pour la Kabbale et pour la tradition sépharade d'Afrique du Nord le pousse à écrire, en 2000, un ouvrage ayant pour titre Une Kabbale de vérité: la transmission du Sod en Algérie et Afrique du nord. Sa volonté de préserver et de transmettre l'héritage culturel des sépharades de sa terre natale le motivera à écrire ensuite un nouveau livre intitulé Du haut du rocher: les pères fondateurs du judaïsme constantinois. Ces deux œuvres, traduites en français, furent éditées par l'Institut Torat Emet à Arnona, faubourg sud de Jérusalem.

#### De Paris à Jérusalem
Après sa « montée » en Terre d'Israël (son aliyah en Eretz Israël) Zécharia Zermati poursuit ses études à la yechiva Merkaz HaRav Kook. Cette Académie rabbinique fut fondée en 1924 par le rabbin Abraham Isaac Kook. Après la mort de son père, le rabbin Zvi Yehuda Kook dirigea durant plusieurs années cet établissement réputé, au titre de Roch Yechiva, jusqu'à son décès en 1982. Le rabbin Avraham Shapira dirigea ensuite cette école jusqu'à son propre décès en 2007, et son fils le rabbin Yaakov Shapira lui succéda. Cette yechiva compte aujourd'hui environ cinq cents étudiants, dont deux cents dans la section kollel, qui forme aux études rabbiniques supérieures.
Le Rav Zécharia Zermati est un des élèves proches du rabbin Léon Yéhouda Askénazi (1922-1996) surnommé « Manitou » qui, « monté » en Israël en 1968, étudia auprès du rabbin Zvi Yehouda Kook, et enseigna la Kabbale selon les traditions d'Afrique du Nord. De leur rencontre naît, en 2002, le livre Une Kabbale de vérité : un dernier entretien avec le Rav Léon Yéhouda Askénazi, écrit en hébreu puis traduit en français. Le rabbin Zermati enseigne aujourd'hui encore ce sujet à un groupe d'élèves proches, à Jérusalem.
- Outre les cinq livres disponibles en français cités ci-dessus, le rabbin Zécharia Zermati a écrit de nombreux ouvrages et opuscules rédigés en hébreu, référencés à la libraire nationale de l'université de Jérusalem.

### Rabbinat et fonctions officielles
Le grand-rabbin Mordehai Eliahou, grand-rabbin d’Israël, le nomme officiellement rabbin en 1992.
Zécharia Zermati obtient du rabbinat de Jérusalem présidé par le grand-rabbin Chalom Messas (1908-2003), qui fut en son temps grand-rabbin du Maroc, et sur recommandation du grand-rabbin Avraham Hazan, le titre de Morei Tsédek. 
Il exerce les fonctions de juge décisionnaire au tribunal rabbinique « Homat Chemouel ». 
Le rabbin Zermati enseigne à Jérusalem, dans la yechiva du grand-rabbin David Iben Kalifa. Reprenant une ancienne tradition des Sages d’Afrique du Nord, il exerce simultanément les fonctions de Mohel, de Sofer, et de Chohet. Il écrit aussi différents ouvrages relatifs à ces spécialités, qu'il reprend régulièrement dans son enseignement donné aux jeunes rabbins.
Il dirige aussi le centre d'études « Homat Haamarav » (littéralement « la muraille du Maghreb ») dans le quartier Har 'Homa de Jérusalem. Il y donne, ainsi que ses élèves, des cours en hébreu et en français consacrés à la philosophie juive sépharade et à l'enseignement du Tanakh, la Bible hébraïque, en suivant la tradition des premiers commentateurs d'Espagne et d'Alger tels Rambane et son disciple Rabbeinou Chlomo Adret dit Rachba (1235-1310), ou encore Ribach. Son enseignement influence celui donné dans plusieurs universités, en Israël et à l'étranger.

## Œuvres

### Responsa
Une partie importante de son activité est la rédaction, traditionnelle dans le judaïsme depuis le haut Moyen Âge jusqu'à nos jours, de nombreux Responsa. Ainsi a-t-il compilé des lois et coutumes du judaïsme d'Afrique du Nord en français « Responsa Torat Emet ». 
Le rabbin Zécharia Zermati a aussi édité une dizaine d'écrits et responsa en hébreu, dont le récent ouvrage Od Yossef Hai, une compilation de toutes les décisions rabbiniques des rabbins décisionnaires réputés, tel Rabbi Yossef Messas de Tlemcen en Algérie et Meknès au Maroc, et du dernier grand-rabbin de Jérusalem qui fut aussi son dernier maître, le rabbin Chalom Messas ancien grand-rabbin du Maroc.

### Cantillation et grammaire

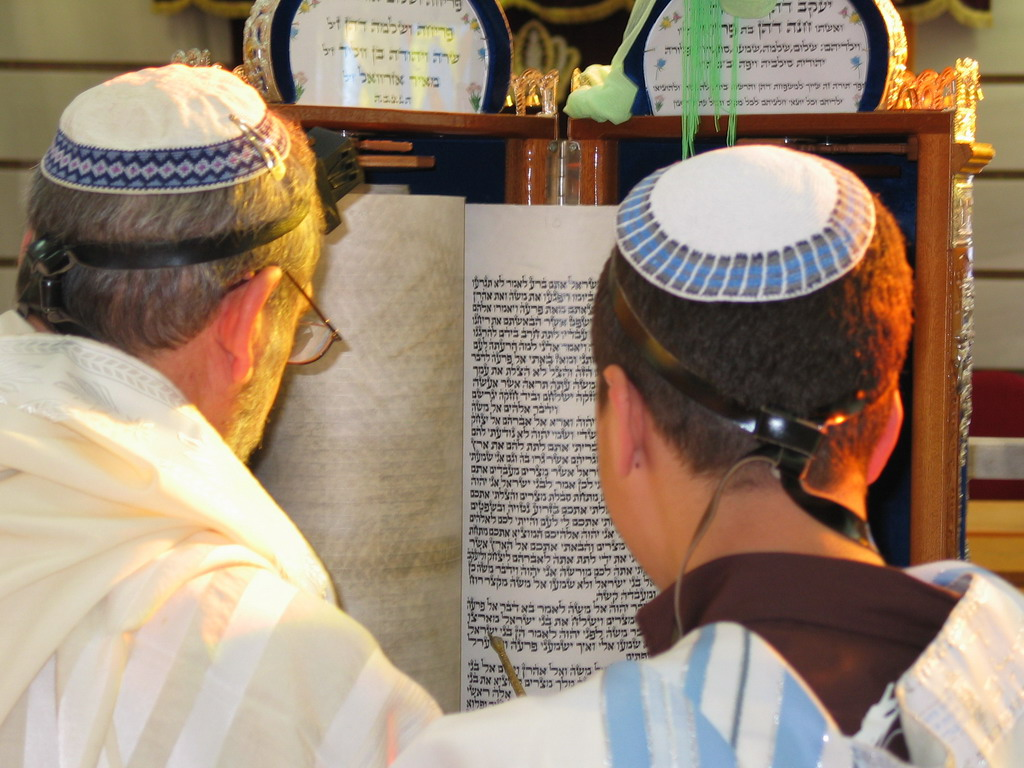
Cantillation sépharade de la Torah.

Depuis plus de vingt ans, le rabbin Zécharia Zermati a enregistré la plupart des textes de la liturgie sépharade nord-africaine utilisés pour la « lecture de la Torah » et pour les « Fêtes juives ». Il enseigne cette cantillation traditionnelle à de nombreux jeunes rabbins et autres étudiants en suivant les précisions et ordonnances données par les Pères de ce judaïsme typique de l'Afrique du Nord. 
Cette recherche d'exactitude dans la cantillation est inséparable d'un souci d'exactitude et de précision dans la prononciation et dans le respect des règles de grammaires. Aussi a-t-il abordé le sujet dans ses publications en hébreu et contribué, en français, à un précis de grammaire prônant les mêmes qualités dans la lecture de la Bible.